# Шампионат на Русия по футбол
Руското футболно първенство е турнир, в който се определя шампиона на Русия. В руския футбол има 4 нива. Най-висшата дивизия е премиер-лигата. Победителят в нея става шампион на страната.

## История
През 1991 е създадена Руска Висша Дивизия, която съществува до 2001 година. Първоначално тя е с 20 отбора, разделени в 2 групи. През 1993 те са намалени на 18, а през 1994 на 16. От 2001 шампионатът се казва Премиер-Лига. Първа Лига е втората дивизия на шампионата. До 1993 тя е била разделена на 3 зони-изток, запад и център-във всяка по 18 отбора. Победителите от всяка зона се класират за Висшата Дивизия. През 1993 в зона запад участват 22 тима, в център 20 и в изток 16. Победителите от зоните играят турнир за влизане във висшата дивизия заедно с последните 3 отбора от нея. От 1998 Първа Лига получава името Първа Дивизия. В първа дивизия отборите играят в една група, а не в три. От 2010 вторият ешелон на руския футбол е Първенството на ФНЛ. 2 дивизия е третата по сила дивизия в руския футбол. Тя е разделена на 5 зони-Урал-Поволжив, Запад, Център, Изток и Юг. От 1994 до 1997 съществува Руска Трета Лига. Тя се е състояла от 6 зони.

## Пирамида
| Ниво | Лига/Дивизия | Лига/Дивизия                                     | Лига/Дивизия                                     | Лига/Дивизия                                     | Лига/Дивизия                                     | Лига/Дивизия                                     | Лига/Дивизия                                     | Лига/Дивизия                                     | Лига/Дивизия                                     | Лига/Дивизия                                     |
| ---- | --- | ------------------------------------------------ | ------------------------------------------------ | ------------------------------------------------ | ------------------------------------------------ | ------------------------------------------------ | ------------------------------------------------ | ------------------------------------------------ | ------------------------------------------------ | ------------------------------------------------ |
| 1    | Руска Премиер Лига 16 клуба | Руска Премиер Лига 16 клуба                      | Руска Премиер Лига 16 клуба                      | Руска Премиер Лига 16 клуба                      | Руска Премиер Лига 16 клуба                      | Руска Премиер Лига 16 клуба                      | Руска Премиер Лига 16 клуба                      | Руска Премиер Лига 16 клуба                      | Руска Премиер Лига 16 клуба                      | Руска Премиер Лига 16 клуба                      |
| 2    | ФНЛ 20 клуба | ФНЛ 20 клуба                                     | ФНЛ 20 клуба                                     | ФНЛ 20 клуба                                     | ФНЛ 20 клуба                                     | ФНЛ 20 клуба                                     | ФНЛ 20 клуба                                     | ФНЛ 20 клуба                                     | ФНЛ 20 клуба                                     | ФНЛ 20 клуба                                     |
| 3    | Руска втора дивизия 75 клуба | Руска втора дивизия 75 клуба                     | Руска втора дивизия 75 клуба                     | Руска втора дивизия 75 клуба                     | Руска втора дивизия 75 клуба                     | Руска втора дивизия 75 клуба                     | Руска втора дивизия 75 клуба                     | Руска втора дивизия 75 клуба                     | Руска втора дивизия 75 клуба                     | Руска втора дивизия 75 клуба                     |
| 3    | Зона Запад 17 клуба | Зона Запад 17 клуба                              | Зона Център 16 клуба                             | Зона Център 16 клуба                             | Зона Юг 17 клуба                                 | Зона Юг 17 клуба                                 | Зона Урал-Поволжие 14 клуба                      | Зона Урал-Поволжие 14 клуба                      | Зона Изток 11 клуба                              | Зона Изток 11 клуба                              |
| 4    | Любителска футболна лига на Русия 147 клуба | Любителска футболна лига на Русия 147 клуба      | Любителска футболна лига на Русия 147 клуба      | Любителска футболна лига на Русия 147 клуба      | Любителска футболна лига на Русия 147 клуба      | Любителска футболна лига на Русия 147 клуба      | Любителска футболна лига на Русия 147 клуба      | Любителска футболна лига на Русия 147 клуба      | Любителска футболна лига на Русия 147 клуба      | Любителска футболна лига на Русия 147 клуба      |
| 4    | Москва 29 клубов | Подмосковие 31 клуб                              | Северо-Запад 6 клубов                            | Золотое Колцо 11 клубов                          | Черноземие 13 клубов                             | Юг 10 клубов                                     | Приволжие 18 клубов                              | Урал и Западен Сибир 11 клубов                   | Сибир 10 клубов                                  | Далечен изток 8 клубов                           |
| 5    | областни дивизии около 1900 клубов | областни дивизии около 1900 клубов               | областни дивизии около 1900 клубов               | областни дивизии около 1900 клубов               | областни дивизии около 1900 клубов               | областни дивизии около 1900 клубов               | областни дивизии около 1900 клубов               | областни дивизии около 1900 клубов               | областни дивизии около 1900 клубов               | областни дивизии около 1900 клубов               |
| 5    | Регион Център: Москва – Московска обл. Регион Северо-Запад: Санкт-Петербург – Петербургска обл. – Архангелска обл. – Калининградска обл. – Коми – Мурманска обл. – Псковска обл. – Карелия – Новгородска обл. – Ненецкий АО Регион Золотое Колцо: Владимирска обл. – Кировска обл. – Тверска обл. – Ярославска обл. – Вологодска обл. – Ивановска обл. – Костромска обл. Регион Черноземие: Волгоградска обл. – Воронежка обл. – Тулска обл. – Белгородска обл. – Брянска обл. – Липецка обл. – Курска обл. – Рязанска обл. – Тамбовска обл. – Калужка обл. – Смоленска обл. – Орловска обл. Регион Юг: Краснодарски край – Ростовска обл. – Дагестан – Ставрополски край – Чечня – Астраханска обл. – Кабардино-Балкария – Северная Осетия – Ингушетия – Адигея – Карачаево-Черкесия – Калмикия Регион Приволжие: Татарстан – Нижегородска обл. – Самарска обл. – Саратовска обл. – Удмуртия – Пензенска обл. – Уляновска обл. – Чувашия – Мордовия – Марий Эл Регион Урал и Западен Сибир: Свердловска обл. – Башкортостан – Челябинска обл. – Пермски край – Оренбургска обл. – Омска обл. – Тюменска обл. – Курганска обл. Регион Сибир: Красноярски край – Кемеровска обл. – Новосибирска обл. – Алтайски край – Иркутска обл. – Томска обл. – Забайкалски край – Бурятия – Хакасия – Тива – Република Алтай Регион Далечен изток: Приморски край – Хабаровски край – Саха (Якутия) – Амурска обл. – Сахалинска обл. – Камчатска обл. – Еврейская АО – Магаданская обл. |                                                  |                                                  |                                                  |                                                  |                                                  |                                                  |                                                  |                                                  |                                                  |
| 6    | градски и регионални първенства около 6200 клуба | градски и регионални първенства около 6200 клуба | градски и регионални първенства около 6200 клуба | градски и регионални първенства около 6200 клуба | градски и регионални първенства около 6200 клуба | градски и регионални първенства около 6200 клуба | градски и регионални първенства около 6200 клуба | градски и регионални първенства около 6200 клуба | градски и регионални първенства около 6200 клуба | градски и регионални първенства около 6200 клуба |

## Български футболисти, играли в Русия
| Футболист           | Период            | Мача | Гола | Отбор                                 |
| ------------------- | ----------------- | ---- | ---- | ------------------------------------- |
| Димитър Трендафилов | 1997              | 16   | 4    | Факел Воронеж                         |
| Илия Илиев          | 2002 – 2003       | 19   | 3    | Терек Грозни                          |
| Христо Терзиев      | 2003 – 2004       | 16   | 2    | Уралан Елиста                         |
| Мартин Кушев        | 2003 – 2010       | 174  | 45   | Шинник, Амкар                         |
| Радостин Станев     | 2003              | 17   | 0    | Шинник                                |
| Иво Тренчев         | 2004              | 19   | 1    | Терек Грозни                          |
| Светослав Петров    | 2004 – 2005       | 32   | 2    | Кубан Краснодар                       |
| Даниел Георгиев     | 2004              | 17   | 4    | Балтика                               |
| Траян Дянков        | 2004              | 2    | 0    | Динамо Махачкала                      |
| Ивайло Петков       | 2004, 2007 – 2008 | 90   | 12   | Кубан Краснодар                       |
| Захари Сираков      | 2004 – 2015       | 276  | 7    | Амкар Перм                            |
| Тодор Кючуков       | 2004              | 14   | 0    | Уралан Елиста                         |
| Атанас Борносузов   | 2005 – 2006, 2007 | 44   | 3    | Том Томск, Терек Грозни               |
| Евгени Йорданов     | 2005 – 2006       | 9    | 2    | Амкар Перм                            |
| Александър Младенов | 2006 – 2008, 2010 | 47   | 4    | Том Томск, ФК Краснодар               |
| Цветан Генков       | 2007 – 2010       | 37   | 4    | Динамо Москва                         |
| Георги Пеев         | 2007 –            | 221  | 40   | Амкар                                 |
| Валентин Илиев      | 2008 – 2009       | 47   | 5    | Терек Грозни                          |
| Здравко Лазаров     | 2008              | 14   | 2    | Шинник                                |
| Благой Георгиев     | 2009 –            | 165  | 11   | Терек Грозни, Амкар Перм, Рубин Казан |
| Димитър Телкийски   | 2009              | 4    | 0    | Амкар Перм                            |
| Иван Иванов         | 2010 – 2011       | 24   | 2    | Алания                                |
| Иван Стоянов        | 2010 – 2011       | 32   | 2    | Алания                                |
| Тодор Тимонов       | 2010              | 11   | 0    | Анжи                                  |
| Чавдар Янков        | 2010 – 2011       | 25   | 2    | ФК Ростов                             |
| Виктор Генев        | 2011              | 2    | 0    | Криля Советов (Самара)                |
| Димитър Макриев     | 2011              | 5    | 0    | Криля Советов (Самара)                |
| Пламен Николов      | 2012 – 2013       | 40   | 1    | Том Томск                             |
| Ивелин Попов        | 2012 –            | 74   | 19   | Кубан Краснодар, Спартак Москва       |
| Петър Занев         | 2013 –            | 45   | 0    | Амкар Перм                            |
| Георги Миланов      | 2013 –            | 54   | 3    | ЦСКА Москва                           |
| Живко Миланов       | 2013 – 2015       | 57   | 1    | Том Томск                             |
| Антон Карачанаков   | 2015              | 5    | 0    | Балтика                               |
| Рангел Абушев       | 2015 –            | 0    | 0    | Сибир                                 |
| Росен Колев         | 2015 –            | 0    | 0    | Волга                                 |